# Беспилотна летелица
Беспилотна летелица (БПЛ; енгл. unmanned aerial vehicle, UAV) или популарно дрон (енгл. drone — „трут”), је ваздухоплов којим управља навигатор, пилот са даљинским преносом сигнала са земље или који лети аутономно по задатим запамћеним подацима. БПЛ се користе у цивилне и војне сврхе.
Најмасовнија употреба БПЛ је у војсци. За разлику од крстареће ракете, БПЛ је конструисана за вишекратну употребу и дефинише се по свим правилима струке као и остали ваздухоплови, али је без посаде и пилота. Може бити и са једнократном употребом, као „самоубица“ тада је максимално једноставна, јефтина пуна експлозива и користи се за уништавање посебно важних циљева као крстарећа ракета, а може и као мета за гађање, средствима противваздухопловне одбране. Према намени се опрема, наоружава или је без наоружања. Раније су се користили старији ваздухоплови, повучени из оперативне употребе, које је пилот напуштао пре његовог гађања. Аеродинамичка и структурална конструкција је идентична као код пилотираних авиона или хеликоптера, са посадама. Чешће се пројектују као авиони, а ређе као беспилотни хеликоптери.
Техника и принцип полетања и слетања су често идентични ваздухоплову са пилотом, а постоје и решења са катапултирањем и приземљењем са падобраном. Најчешће се управља комбиновано са вођењем из земаљске станице са даљинским преносом командног сигнала, а поједини делови трајекторије аутономно, унапред запамћеним навигацијским подацима и задатим компонентама вектора стања лета.
Тренутно, војне БПЛ претежно обављају извиђачке, шпијунске али све више и директне борбене задатке. Америчко ратно ваздухопловство планира огромно повећање флоте БПЛ у оперативној употреби до 2047. године. Сасвим је извесно да ће борбени авиони 6. генерације бити беспилотни и алтернативним могућностима са посадом / без посаде.
БПЛ се користе и у цивилне сврхе као што је аероснимање, откривање пожара, борба против ватрене стихије, надгледање подручја угрожених поплавама, надгледање саобраћаја, кретање животињског света, надгледање траса цевовода са нафтом, гасом и са другим флуидима, као и у системима видео обезбеђења. Поред надгледања, дронови се данас користе у пољопривреди, за прикупљање података у научно-истраживачке сврхе и испоруку производа и пакета. Такође, спортови који укључују дронове, као што су трке дронова, постају све популарнији.

## Корист
Корисност војне употребе беспилотних летелица (БПЛ) сликовито оцртава португалска ауторка чланка Класификација БПЛ, својим уводним цитатом:
| „ | Замисли себе усред бојног поља са само једним заиста убедљивим циљем: да маневришеш и дејствујеш од једне до друге тачке и да извршаваш своју мисију - са наградом сопственог опстанка. Једно оком фокусираш на сталне претње, а друго на оријентацију у простору! Тензија и дубок страх те граби, изложен си смртној опасности, а мораш то превазићи и супротставити се. Ово ти је приоритет и шанса за преживљавање! Зар не би радије да, док далеко бесни сукоб, седиш за столом у контролној станици мисије, усмераваш БПЛ и безбедно извршаваш свој задатак? Помоћу БПЛ, усмереном антеном, можеш безбедно да учиниш више него што си непосредно могао на бојном пољу, а ниси животно угрожен? | ” |

## Класификација
Класификација БПЛ може бити извршена по основу више аспеката. Европска асоцијација (енгл. European Association of Unmanned Vehicles Systems) (EURO UVS) сачинила је класификацију БПЛ, на основу параметара као што су надморска висина лета, аутономија, брзина, максимална тежина полетања, величина итд.

### Начин управљања
Беспилотне летелице могу бити:
- неуправљане;
- аутоматски управљане;
- даљински управљане од стране пилота, смештеног у статичкој станици или мобилном возилу, на тлу.[а]

### Маса, трајање и висина лета
Класификација БПЛ, према међусобно повезаним параметрима, као што су маса, време, долет и надморска висина лета, сврстава их у групе:
- „микро“, са масом до 10 kg, аутономија (трајање) лета око 1 сат и радијус до 1 km;
- „мини“, са масом до 50 kg, аутономија лета од неколико сати и радијус до 3 до 5 km;
- „миди“, са масом до 1.000 kg, аутономија лета од 10 до 12 сати и висине ок 9 до 10 km;
- „тешке“ на висинама до 20 km лета и аутономија лета дужа од 24 сати.

### Намена
Најчешћа намена БПЛ:
- „мета и мамац“ - симулира непријатељску летелицу или ракету, у току обуке у гађању земља-ваздух, ваздух-ваздух;
- извиђање - прикупљање и преношење обавештајних података из ваздушног простора и са тла, у реалном времену и меморисање истих (инфо);
- борбена - дејства ваздух-тло, ваздух-ваздух и електронско ратовање, у високо ризичним мисијама (види: Беспилотна борбена летелица);
- логистичка - карго пренос и друге логистичке операције;
- експерименталне - истраживање и развој нових и напредних технологија;
- цивилно - привредна и комерцијална употреба, у широком спектру задатака.

По значају извршаваних војних задатака БПЛ могу бити:
- тактичке и
- стратегијске.

Тактичке БПЛ се могу поделити у шест поткатегорија: „затвореног“, кратког, средњег, великог долета и ауторитета и најзад, средњег плафона и великог долета, а стратегијске (погледај доњу табелу).

### Дефиниција и категорије
БПЛ је летелица са непрекидном информатичком везом, без потребе за људском посадом. Оне обављају различите задатке за потребе војске и у домену цивилног сектора / комерцијалне потребе. Иако се БПЛ углавном користи у војсци, са њом се могу обављати и научне мисије, задаци јавне безбедности, комерцијални послови, као и пренос визуелних података из области катастрофа, подаци за карте, градњу комуникационих релеја, тражење и спашавање, надзор саобраћаја, и тако даље. БПЛ се може контролисати на даљину, полу-аутономно, аутономно, или комбиновано. Заиста, много различитих типова БПЛ постоје, с различитим могућностима и потребама корисника. Неколико различитих интересних групација су предложили стварање референтних стандарда за међународну заједницу БПЛ. Европска асоцијација БПЛ система (EURO UVS) сачинила је класификацију система БПЛ на основу основних параметара као висина лета, аутономија, брзина, максимална тежина у полетању, величина итд. Универзална табела категорија, приказана је испод. Идентификују се четири главне категорије: микро/мини (види табелу десно), тактичке, стратегијске, као и за посебне задатке. Микро и мини БПЛ обухватају категорију најмањих, које лете на мањим висинама (испод 300 m). Пројекат за ову класу уређаја је фокусиран на стварање БПЛ које раде у урбаним срединама и кањонима или чак унутар зграде, дуж њених ходника, носећи прислушне и визуелне сензоре (предајнике и ТВ камере).
Средње и велике БПЛ су најчешће војне, тактичког и стратегијског значаја, за извршавање целе лепезе војних мисија.
У наредној табели су дате четири главне категорије БПЛ: микро / мини, тактичке, стратешки и за посебне задатке.
| Групе                                                                     | Категорија (акроним)            | Мах тежина у полетању (kg) | Плафон (m)    | Аутономност (h) | Домет сигнала (Km) | Примери                                                                                               | Примери |
| Групе                                                                     | Категорија (акроним)            | Мах тежина у полетању (kg) | Плафон (m)    | Аутономност (h) | Домет сигнала (Km) | Мисије                                                                                                | Летелице (примери) |
| ------------------------------------------------------------------------- | ------------------------------- | -------------------------- | ------------- | --------------- | ------------------ | --- | --- |
| Микро / Мини                                                              | Микро                           | 0,10                       | 250           | 1               | < 10               | контакт, узорковање, присмотра унутар зграде                                                          | Блак видов, Микростар, Микробат, Фан коптер, Кватро коптер, Москито, Хорнет, Мите                                                      |
| Микро / Мини                                                              | Мини                            | < 30                       | 150-300       | < 2             | < 10               | филм и емитовање индустрије, пољопривреда, мерења загађења, присмотра унутар зграде, комуникација     | Микадо, Аладин, Тракер, Драгонеј, Равен, Поентер II Кароло C40/P50, Шкорпио, Максменд R-50, Робо-коптер, YH-300SL                      |
| Тактичке                                                                  | „Затвореног“ долета             | 150                        | 3.000         | 2-4             | 10-30              | RSTA, детекција мина, претраживање и спасавање, EW                                                    | Обсервер I, Фантом, Коптер 4, Микадо, Робо-коптер 300, Поентер, Кемкоптер, Аиријел, и Агрикултуар RMax                                 |
| Тактичке                                                                  | Кратког долета                  | 200                        | 3.000         | 3-6             | 30-70              | BDA, RSTA, EW, детекција мина                                                                         | Скорпи 6/30, Луна, Силвер Фокс, Еј виев, Фиребирд, Р-Макс Агро / Фотографија, Хорнет, Равен, Фантом, ГолденЕие 100, Флирт, Нептун      |
| Тактичке                                                                  | Средњег долета                  | 150-500                    | 3.000-5.000   | 6-10            | 70-200             | BDA, RSTA, EW, детекција мина, NBC мрежа                                                              | Хантер B, Муки, Аеростар, Снипер, Фалко, Армор X7, Смарт UAV, UCAR, Игл еј+, Алис, Екстендер, Шадов 200/400                            |
| Тактичке                                                                  | Великог долета                  | –                          | 5.000         | 6-13            | 200-500            | RSTA, BDA, комуникациони релеј                                                                        | Хантер, Виџилант 502 |
| Тактичке                                                                  | Велики ауторитет                | 500-1.500                  | 5.000-8.000   | 12-24           | > 500              | BDA, RSTA, EW, комуникациони релејни пренос, NBC узорковање                                           | Аеросонде, Вултуре II Exp, Шадов 600, Серчер II, Хермес 450S/450T/700                                                                  |
| Тактичке                                                                  | Средња висина, велики ауторитет | 1.000-1.500                | 5.000-8.000   | 24-48           | > 500              | BDA, RSTA, EW испорука оружја, комуникациони релеј, NBC узорковање                                    | Скајфор, Хермес 1500, Херон TP, MQ-1 предатор, Предатор-IT, Игл-1/2, Даркстар, E-Хантер, Доминатор                                     |
| Стратегијске                                                              | Велики плафон и ауторитет       | 2.500-12.500               | 15.000-20.000 | 24-48           | > 2.000            | BDA, RSTA, EW, комуникациони релеј, подстицај фазе пресретања летилица, глобално обезбеђење аеродрома | Глобал хоук, Раптор, Кондор, Десеус, Хелиос, Предатор B/C, Либелуле, Еврохоук, Меркартор, Сензоркрафт, Глобал обсервер, Патфиндер плус |
| За посебне задатке                                                        | Смртоносне (самоубице)          | 250                        | 3.000-4.000   | 3-4             | 300                | Против-радарске, Против-бродске, Против-авионске, Против-инфраструктуре                               | MALI, Харпу, Ларк, Марула |
| За посебне задатке                                                        | Мамци                           | 250                        | 50-5.000      | < 4             | 0-500              | Обмана у ваздушном простору и на мору                                                                 | Флерт, MALD, Нулка, ITALD, Шукер |
| За посебне задатке                                                        | За стратосферу                  | -                          | 20.000-30.000 | > 48            | > 2.000            | - | Пегас |
| За посебне задатке                                                        | Еко-страто-сферне               | -                          | > 30.000      | -               | -                  | - | Марс флајер, MAC-1 |
| Интернационални преглед категорија БПЛ је приказан за стање 2006. године. |                                 |                            |               |                 |                    | | |

## Историја

### Историја у војној употреби
Најранији покушај да се направи БПЛ имао је Арчибалд Лоу 1916. године. Никола Тесла је дао опис флоте беспилотних борбених летелица 1915. године. Одређени број даљински управљаних летелица, укључујући и Хјуит-спери аутоматски авион (енгл. Hewitt-Sperry Automatic Airplane), развијен је током и након Првог светског рата. Већи број је направљен током Другог светског рата услед технолошког напретка и стварања техничких предуслова. Превасходно су коришћене за обуку артиљеријских јединица противваздухопловне одбране у симулацији угаоног праћења циља. Млазни мотор је уграђиван након Другог светског рата, као код Рајан фајерби I, 1951. године. Када су развијена ватрена и ракетна оружја противваздухопловне одбране ваздух-ваздух и ваздух-земља, БПЛ су коришћене као летеће мете (трутови) за обуку у реалном гађању. Прво значајније коришћење БПЛ је било тек у Вијетнамском рату, када су највише коришћене за обележавање циљева за дејство авијације.
САД су повећале улагање у истраживање БПЛ након што је 1960. године оборен Локид U-2, изнад територије СССР, чиме је повећана забринутост за судбину пилота у шпијунским и извиђачким задацима. У борбама током инцидента у Тонкин заливу од 2. до 4. августа 1964. године, између морнарица САД и Северног Вијетнама, коришћена је први пут БПЛ са борбеним задатком. Тада је објављена и прва слика оборене БЛП, на шта званични представници САД нису имали коментар.
Током Јомкипурског рата 1973. године, сиријске ракетне батерије у Либану направиле су велике губитке израелским борбеним авионима. Као одговор, Израел је развио прву модерну БПЛ. Израелско пионирско коришћење беспилотних летелица су били надзор у реалном времену, електронско ратовање и лажни мамци за противничке снаге. Радарско замрачивање ваздушног простора са избаченим мамцима од станиолских листића су омогућили Израелу да у потпуности неутралише сиријску противваздухопловну одбрану почетком Либанског рата 1982., што је за резултет имало да Израел није изгубио ниједног пилота.
Као и сва модерна висока технологија, БПЛ су првенствено развијане за војне потребе, а касније су почеле да се користе и у цивилне сврхе. Неке БПЛ, као што је амерички -1 Предатор могу носити оружје и извршавати борбене задатке. Прва борбена БПЛ је била експериментални пројекат Боинг X-45А, која је служила за испитивање ове наменске технологије.
Друге, као што су Глобал хоук блок 30, користе се за извиђање и надгледање. Такође, „летелице мете“, користе се инсталацијом даљинског управљања за обуку у гађању циљева у ваздушном простору, при извођењу војних вежби и испитивање новог оружја.
У неколико програма, САД спроводе истраживања и развој програма БПЛ. Као пример за то је заједнички програм, са називом енгл. Defense Advanced Research Projects Agency (DARPA), у оквиру кога Америчко ратно ваздухопловство и морнарица заједно развијају борбене варијанте. Истраживачке институције DARPA и НАСА раде на истраживању и развоју система беспилотних летелица са адаптивном (променљивом) конфигурацијом у току лета, захваљујући „паметним“ технологијама. Основни облик летелице аутоматски мења конфигурацију, сходно захтевима оптимизације аеродинамичких карактеристика, зависно од услова различитих фаза лета. Такође, у Европи се развија БПЛ нЕУРОн, намењена за борбу против других БПЛ.
У току НАТО агресије на СРЈ, коришћене су БПЛ типа CL-289 и немачке типа EMT луна за извиђање. У Ираку 2003. године, са БПЛ, подржавана је инспекција Уједињених нација за наоружање.
У извештају Гардијана презентиран је план Америчког ратног ваздухопловства, у коме је предвиђено огромно повећање флоте БПЛ у оперативној употреби 2047. године. Ови планови су инспирисани са променом у војном размишљању на основу тренутно постигнутих резултата у деликатним и ризичним задацима са БПЛ, посебно у борби против организованог тероризма. У Америчком ратном ваздухопловству расте број војних лица који су оперативно ангажовани на БПЛ, скоро су достигли обим као на пилотираним авионима. Максималан обим пораста БПЛ је био у периоду 2006. до 2009. године, од 12 повећано је на 50 типова.
Ратовање са БПЛ је доста критиковано, због великог процента страдања цивилног становништва. Такође су се критике односиле и на прећутно кршење суверенитета држава.
Критичари истичу да је употреба БПЛ против Повеље УН. Председник Обама и америчка влада се и даље држе аргумената и доктрине свог претходног Председника Буша.
Такође, искуство указује да постоји могућност веома једноставног снимања видео података о учинку БПЛ и на тај начин треба пратити и контролисати њихову употребу и тако спречавати злоупотребе, сагласно Повељи УН.
|                     |                                                            |
| БПЛ MQ-8 фаир скаут | БПЛ Шибел камкоптер S-100, са лаком вишенаменском ракетом. |

### Историја у цивилној употреби
Повећава се тенденција употребе БПЛ у цивилне сврхе и у том циљу, врше се интензивна истраживања. Поред примене у разним службама масовно се уводе БПЛ у употребу у полицији, за контролу саобраћаја праћење извршиоца разбојништава и других кривичних дела. Њихова примена у полицији има одређених потешкоћа у ставовима парламената појединих земаља. Поред тога, постоји забринутост и за заштиту података. У процени штета од природних непогода — олује, пожара, поплава, земљотреса и друго, БПЛ се користе професионално за прикупљање релевантних података извиђањем, преносом слике у реалном времену и снимањем стања. БПЛ су врло често у тој улози незаменљиве.
У Немачкој је у току програм развоја БПЛ које ће моћи детектовати појаву пожара у широком рејону надгледања. Планира се надгледање целе територије и са интеграцијом информација, што ће драстично смањити штете и последице од пожара. Пренос података ће бити интегрисан и презентиран, у реалном времену, центрима за ванредне догађаје.
У циљу обуке и едукације становништва у Немачкој, постављена је експериментална организација која окупља хобисте за даљинско беспилотно летење.
Од априла 2010. године, НАСА ради на глобалном истраживање атмосфере уз употребу БПЛ са дугим временским остајањем у ваздуху (ауторитетом). За ову намену БПЛ носе додатне пакете разних сензора, који се користе за мерења већег броја величина и промена за потребе научних истраживања. БПЛ су у августу и септембру 2010. године сакупиле многобројне информације о ураганима „Ерл“ и „Френк“.
Фотографијама, из ваздушног простора, које праве БПЛ, прикупљају се корисни подаци за истраживање, анализе и процене, као и добијање законитости, развоја и интензитета дејства парка ветра.
У марту 2011. године коришћене су америчке БПЛ Глобал хоук блок30 у операцији процене оштећења неклералне електране у Јапану, од земљотреса и цунамија.
У децембру 2011. године, еколошко друштво за очување животне средине на мору успоставило је надгледање, контролу и откривање криволова китова у јапанским морима са БПЛ.

## Развој и производња БПЛ
Развој и производња БПЛ су глобалне активности, широм света. САД и Израел су први почели да развијају ову технологију и активности, а амерички произвођачи су имали удео на тржишту од преко 60% у 2006. години, а предвиђа се повећање за 5-10% после 2016. Нотроп, Граман и Џенерал атомикс су доминантни произвођачи у овом сегменту индустријске производње. Остварују то са БПЛ Глобал хоук, Предатор и Маринер. Израелски и европски произвођачи су другостепени због нижих могућности властитог инвестирања. Европски удео на тржишту представља само 4% од глобалног промета у 2006. години.
Трошкови развоја за америчке војне БПЛ, као и код већине војних програма, имају тенденцију да прекораче своје почетне процене. Ово је углавном због промена у захтевима за време развоја и пропуста у рационалном искоришћењу расположивих капацитета.

### Степен аутономије БПЛ
Рана употреба БПЛ, била је током рата у Вијетнаму. Оне су након лансирања снимале видео-записе на филмској траци у уређају на летелици. Често су лансиране и летеле су у правој линији, или у унапред подешеној кружној путањи и прикупљале су видео податке све док нису остале без горива, након чега су слетале. После слетања, филм се развијао за анализу. Због једноставне природе ових летелица, исте су често биле називане трутови. Са новим системима радио управљања, постале су даљински управљиве, са далеко проширеном и софистицираном наменом, па и далеко корисније. Данашње БПЛ комбинују даљинско управљање и компјутеризовану аутоматизацију, као и потпуно аутономни лет. Савременије верзије могу имати уграђене команде лета са даљинским управљањем и помоћне системе аутоматизације за обављање људских дужности пилота ниског нивоа, као што су одржавање брзине, стабилизација на путањи и одређене функције навигације за задату трајекторију. Овако софистициране системе је погрешно даље називати трутом, напротив оне су „паметне“ летелице, поготово што оне могу већи део своје трајекторије да излете без људске интервенције.
Произилази да старије беспилотне летелице нису биле уопште „аутономне“. У ствари, област „аутономије“ БПЛ је новији појам и у сталном је развоју, чија економија је у великој мери вођена са војним приоритетним потребама за престиж у ефикасности. У односу на производњу хардвера БПЛ, тржиште за технологију „аутономије“, прилично је незрело и неразвијено. Због тога, „аутономија“ ће и даље наставити да буде уско грло развоја будућих БПЛ. Ова област је под технолошком и привредном тајном, а још више је заштићена у војном сегменту.
Технологија за аутономију лета БПЛ обухвата следеће категорије:
- Фузију информација сензора: Комбиновање информација из различитих сензора које користе системи БПЛ.
- Комуникација: Управљање са комуникацијама и координација између више учесника у условима непотпуних и несавршених информација.
- Одређивање трајекторије лета: Одређивање оптималне путање лета за БПЛ, сусрет са одређеним циљевима и ограничења мисије, као што су физичке препреке или количина горива.
- Генерисање управљања по заданој трајекторији: Одређивање оптималног управљања за жељени маневар да би се следила задана трајекторија, или оптимални прелет са једне локације на другу.
- Стандард кретања по трајекторији: специфични захтеви стратегије управљања са ограничењем одступања БПЛ у оквиру неке прописане величине на путањи (дозвољена толеранција).
- Расподела задатака: Одређивање оптималне поделе задатака учесника у оквиру групе, са временом и ограничењем опреме.
- Здружена тактика: Формулисање оптималних тактичких секвенци и просторног распореда између активности учесника у циљу повећања укупног ефекта и резултата у оквиру целе мисије.

У општем смислу „аутономија“ се обично дефинише као способност да се доносе одлуке без људске интервенције. У том смислу, циљ „аутономије“ је да научи БПЛ да буде „паметна“ и да се понаша што сличније као кад са њом управља човек. Та особина може да се повеже са развојем области вештачке интелигенције, експертских система, неуронских мрежа, машинског учења, обраде природних језика и са визијом. Међутим, пут технолошког развоја у области „аутономије“, углавном је следио приступ одоздо нагоре, као што су хијерархијски системи управљања, и новији резултати су у великој мери на основу искуства у области теорије управљања (аутоматике), а мање рачунарске струке. На основу тога, највероватније да ће „аутономија“ наставити да се развија првенствено кроз теорију управљања и аутоматике.
У извесној мери, крајњи циљ је у развоју технологија „аутономије“ БПЛ да замени човека пилота. Остаје да се види да ли будући развој технологије „аутономије“, може бити ограничен са политичком климом око њене употребе у одређеним апликацијама БПЛ. Резултат тога, вештачка визија за пилотирање није способна да достигне ниво човека пилота. Може само да му се приближи. НАСА је користила синтетичке визије за пробне пилоте на програму ХиМАТ у раним осамдесетим годинама 20. века (види слику доле), али са појавом „аутономије“ на вишем технолошком нивоу у БПЛ са софистицираним аутопилотом, у великој мери смањена је потреба за синтетичку визију.
Технологије интероперабилности беспилотне летелице постале су од суштинског значаја као системи са којима је доказана њихова велика могућност у војним операцијама, имајући у виду сувише изазовне и опасне радње за војску. НАТО је покренуо питање потребе за заједништво кроз споразум стандардизације STANAG (енгл. Standardization Agreement) 4586. Презентирао је споразум, који је почео са процесом ратификације, у 1992. години. Циљ је, да се омогући савезничким народима да лако деле информације добијене од беспилотних летелица кроз заједничке технологије „језика“ контролних станица. Стандард STANAG 4586 обухвата да БПЛ буду способне да „разумеју“ информације у стандардизованим форматима порука. Исто тако, сазнања добијених из других усклађених БПЛ, могу се пренети на летелицу као специфичне поруке из формата за беспрекорну интероперабилност. То може да функционише са заједничком подршком тог протокола свих држава савезника. Амандмани су од тада придодати на оригинални текст споразума, на основу повратних информација и примедби од стручњака из области индустрије и панела познатих као тим старатеља за подршку. Друго издање стандарда STANAG 4586 је тренутно у разматрању. Постоје многи системи који су данас доступни, а који се развијају у складу са STANAG 4586, укључујући и производе од лидера у индустрији, као што су велике корпорације.
|                                                         |                                                                        |
| Станица за управљање са БПЛ, са приказивачким екранима. | Даљинска „вештачка кабина“ (синтетичка), од експерименталне летелице . |

### Интеграција хардвера и софтвера, у функцији „анатомије“ лета БПЛ
Технологија „аутономије“ БПЛ је настала интегрисањем механичких и електронских компоненти, као што су рам и сензори навигације, рачунари, батерије и остали сензори. Овај пакет опреме обавља функције за „аутономне“ задатке са тежњом за минималне разлоге интервенције даљинског оператора, човека пилота. Уграђене компоненте могу се сврстати у групе:
- рачунар за управљање са летом (енгл. flight control computer) (FCC),
- навигациони сензори,
- комуникацијски модул и
- енергетско напајање.

Рачунар за управљање са летом је са уграђеним програмом PC 104, пројектован је са компатибилним електронским плочама због индустријског степена поузданости, компактности и могућности проширивања капацитета. Главна плоча покреће процесор „Пентиум“ 233 MHz MMX CPU са 64 MB RAM и 72 MB флеш диск RAM. Серијско повећање улаза на плочу, преко њене могућности, обично се решава са преузимањем плоча (TOB), и DC-DC уз конверзију енергетског снабдевања преоптерећене плоче CPU, преко PC 104 за комуникацију, серво управљања и снаге снабдевања, сваком посебно. Срце навигације је усвојени инерцијални навигациони систем (ИНС) Боинг DQI-NP. Он се састоји од пакета „чврсто“ уграђених инерцијалних сензора и дигиталног процесора сигнала са серијским прикључком. Излаз навигационог система DQI-NP је серијско решење. Потребно је периодично ажурирање показивања сензора ИНС у односу на позицију са спољним реперима, да би се исправила системска грешка процене позиције БПЛ.
Глобални позитиони систем (GPS), који се користи у овој управљачкој структури је Новател РТ-2. Он има изузетну тачност од 2 cm. Рачунар DQI-NP команди лета добије позицију и вредност линеарне и угаоне брзине БПЛ, велике прецизности, процењене од Новател РТ-2 преко RS-232. Он преноси конвертоване поруке о процени положаја из пакета GPS према DQI-NP, сваке секунде. На основу добијених навигационих података, FCC израчунава излаз за четири канала управљања: пропињање, скретање, ваљање и режим рада мотора. На основу тога улаза командне површине и „гас“ мотора се покрећу са комерцијално доступним серво моторима, који прихватају PWM сигнале (у трајању 14-21 ms, као референтне команде, са вредностима кашњења од 0,8-2,4 ms, „временска константа“). Да би се осигурала безбедност, додаје се посебно коло на прилагођено преузимање плоче ТОБ да би се могло пребацити управљање са FCC на радио предајник, за управљање пилота из земаљске командне станице. Други канали при случају прекорачењу могућности основног панела прочитаће излаз радио рисивера да би човек пилот преузео команду над БПЛ. Ово решење се показало изузетно важним за систем идентификације и повратне информације за помоћ и поузданост у летењу.
Комуникациони модул садржи два модема са бежичним картицама од 900 MHz и једне бежичне етернет картице од 2.4 GHz. Врста уређаја за комуникације се бира на основу типа мисије. Бежични модеми су кориснији за мисије великог долета, јер њихов је супериорни опсег до 20 mi (32 km). Мана им је релативно спор проток (<11,5 kbps). Један бежични модем се користи за пренос навигационих података, а други се користи за читање диференцијалних података које емитује GPS. У нормалним ситуацијама, бежична етернет картица од 2,4 GHz има предност због релативно великог протока (до 11 Mbps), свестраности и ниске излазне снаге и смањених потенцијалних сметњи код осетљивих GPS радњи. Тренутно, бежични етернет се користи као кичма више учесника у систему који се састоји од већег броја БПЛ.
Земаљска станица се састоји од GPS базне станице и преносног рачунара намењеног за комуникације и уређаја као што су бежични модем или бежични етернет. Земаљска станица прати и чува податке о лету БПЛ и шаље команде за навигацију на „језику“ управљања са БПЛ.
Веће беспилотне летелице су опремљене уграђеном визијом коју подржава процесна јединица (VPU) и камером са зумом на платформи. VPU може да прати објекат циљ са одређеним бојама и израчунава своју координацију на основу на навигационе податке добијене од рачунара FCC путем серијске везе. Може се приступити по независном бежичном етернету за праћење и отклањање грешака сврхе. VPU опслужује виталну улогу визије слетања, избегавања објеката на земљи (обилажење препрека) откривање и препознавање слике и плана релевантне зграде.

## Преглед беспилотних летелица у свету, у 2011.
| Назив БПЛ                                 | Држава                       | Фабрика                       | Класа                        | Категорија                   | Брзина                       | Аутоно мија                  | Радијус                      | Маса                         | Слика                                        |
| Средњи опсег аутономије лета              | Средњи опсег аутономије лета | Средњи опсег аутономије лета  | Средњи опсег аутономије лета | Средњи опсег аутономије лета | Средњи опсег аутономије лета | Средњи опсег аутономије лета | Средњи опсег аутономије лета | Средњи опсег аутономије лета | Средњи опсег аутономије лета                 |
| ----------------------------------------- | ---------------------------- | ----------------------------- | ---------------------------- | ---------------------------- | ---------------------------- | ---------------------------- | ---------------------------- | ---------------------------- | -------------------------------------------- |
| Спервер B                                 | Француска                    | Сажем                         | војна                        | извиђач                      | 150                          | 12                           | 200                          | 350                          |                                              |
| FR102                                     | Француска                    | Флајинг робот                 | цив. и војна                 | извиђач                      | 80                           | 20                           | 150                          | 600                          |                                              |
| Патролер                                  | Француска                    | Сажем                         | војна                        | извиђач                      | 100                          | 18                           | ?                            | 980                          |                                              |
| Вочкипер 450                              | Уједињено Краљевство         | Елбит системи                 | војна                        | извиђач                      | 180                          | 20                           | 200                          | 450                          |                                              |
| Фјури                                     | Уједињено Краљевство         | БАЕ систем                    | војна                        | надгледање                   | ?                            | ?                            | ?                            | ?                            | Архивирано на веб-сајту (8. август 2014)     |
| Херти 1A                                  | Уједињено Краљевство         | БАЕ систем                    | војна                        | извиђач                      | 210                          | 30                           | ?                            | 500                          |                                              |
| Херти 1B                                  | Уједињено Краљевство         | БАЕ систем                    | војна                        | извиђач                      | 210                          | 25                           | ?                            | 500                          |                                              |
| Шедоу 600                                 | САД                          | AAI корп.                     | војна                        | извиђач                      | 190                          | 12                           | 200                          | 270                          | Архивирано на веб-сајту (14. октобар 2020)   |
| Перистар                                  | САД                          | KUCHERA                       | цивилна војна                | надзор                       | 160                          | 20                           | ?                            | 600                          |                                              |
| Проулер II                                | САД                          | Џенерал атомикс вазд. системи | војна                        | надзор                       | 230                          | 18                           | ?                            | 340                          |                                              |
| Скај рајдер                               | САД                          | Авио систем                   | војна                        | вишенамен.                   | 300                          | 25                           | ?                            | 1.800                        |                                              |
| Скај вочер                                | САД                          | Авио систем                   | војна                        | извиђач                      | 250                          | 12                           | ?                            | 1.300                        |                                              |
| VSTAR                                     | САД                          | Фронтлајн вазд.               | војна                        | извиђач                      | 740                          | 24                           | ?                            | 1.050                        |                                              |
| MQ5B Хантер                               | Израел                       | IAI MALAT                     | војна                        | вишенамен.                   | 222                          | 15                           | 100-200                      | 810                          | [ 46 ]                                       |
| Хермес 450                                | Израел                       | Елбит системи                 | војна                        | извиђач                      | 180                          | 20                           | 200                          | 450                          |                                              |
| ASN 207                                   | Кина                         | XI’AN ASN техника             | војна                        | извиђач                      | 180                          | 16                           | 600                          | 450                          | Архивирано на веб-сајту (15. септембар 2020) |
| БПЛ Супер Ренџер                          | Швајцарска                   | RUAG аероспејс                | војна                        | извиђач                      | 230                          | 20                           | 200                          | 500                          |                                              |
| YABHON RX                                 | Уједињени Арапски Емирати    | ATS ADCOM група               | војна                        | извиђач                      | 300                          | 40                           | ?                            | 530                          |                                              |
| BZK 005 БПЛ                               | Кина                         | Универзитет                   | војна                        | извиђач                      | 180                          | 40                           | 2.400                        | 1.250                        |                                              |
| Снарк                                     | Нови Зеланд                  | TGR хеликпт.                  | војна                        | борбена                      | 289                          | 24+                          | 5.500                        | 1.130                        |                                              |
| Супер Ренџер                              | Нови Зеланд                  | TGR хеликпт.                  | цивилна                      | надзор                       | ?                            | ?                            | ?                            | ?                            | Архивирано на веб-сајту (8. август 2014)     |
| SIDM                                      | Француска                    | EADS                          | војна                        | извиђач                      | 220                          | 30                           | 1.700                        | 1.200                        | [ 53 ]                                       |
| Еромале                                   | Француска                    | EADS                          | војна                        | борбена                      | ?                            | 24                           | 1.500                        | ?                            |                                              |
| Игл 2                                     | Интернационална              | EADS-IAI MALAT                | војна                        | вишенамен.                   | 460                          | 24                           | 2.900                        | 3.600                        | [ 56 ]                                       |
| SDM                                       | Интернационална              | Дасо и ++                     | војна                        | вишенамен.                   | 450                          | 30                           | ?                            | 5.080                        |                                              |
| E-хантер                                  | Интернационална              | Нотроп и ++                   | војна                        | вишенамен.                   | 220                          | 25+                          | ?                            | 950                          |                                              |
| Херон БПЛ                                 | Интернационална              | Нотроп++                      | војна                        | извиђач                      | 300                          | 30                           | ?                            | 1.500                        |                                              |
| MQ-1 Предатор                             | САД                          | Селекс галилео++              | војна                        | борбена                      | 217                          | 24                           | ?                            | 1.020                        |                                              |
| Доминатор                                 | Израел                       | Аеронау. системи              | војна                        | извиђач                      | 354                          | 28                           | 300                          | 1.300                        | Архивирано на веб-сајту (19. јун 2013)       |
| Доминатор II                              | Израел                       | Елбит системи                 | војна                        | извиђач                      | 230                          | 50                           | ?                            | 1.100                        | Архивирано на веб-сајту (8. август 2014)     |
| Хермес 1500                               | Израел                       | Елбит системи                 | војна                        | борбена                      | 240                          | 24+                          | 200                          | 1.500                        |                                              |
| Хермес 900                                | Израел                       | Елбит системи                 | војна                        | извиђач                      | 220                          | 36                           | ?                            | 550                          | [ 64 ]                                       |
| Меркјури 3                                | Израел                       | EMIT авиони                   | војна                        | извиђач                      | 260                          | 30                           | ?                            | 550                          |                                              |
| EITAN                                     | Израел                       | IAI MALAT                     | војна                        | извиђач                      | 450                          | 30                           | ?                            | 5.050                        |                                              |
| Махац                                     | Израел                       | IAI MALAT                     | војна                        | извиђач                      | 230                          | 40                           | 1.000                        | 1.100                        |                                              |
| Херон TP                                  | Израел                       | IAI MALAT                     | војна                        | извиђач                      | 450                          | 30                           | ?                            | 5.080                        |                                              |
| BATELEUR                                  | Јужна Африка                 | Денел аеросп. сист.           | војна                        | извиђач                      | 250                          | 18-24                        | 750                          | 1.000                        |                                              |
| TIHA                                      | Турска                       | Турска вазд. инд.             | војна                        | извиђач                      | 140                          | 24                           | 200                          | 150                          |                                              |
| MANTIS                                    | Уједињено Краљевство         | BAE систем и++                | војна                        | извиђач                      | ?                            | 24                           | ?                            | ?                            | Архивирано на веб-сајту (8. август 2014)     |
| Орион БПЛ                                 | САД                          | Аурора летни скинчес          | ?                            | експеримент.                 | 440                          | 30                           | ?                            | 5.080                        | Архивирано на веб-сајту (6. март 2016)       |
| A160 HUMMINGBIRD                          | САД                          | Боинг                         | експерим.                    | извиђач                      | 250                          | 30-40                        | 4.600                        | 1.800                        | Архивирано на веб-сајту (18. септембар 2020) |
| GNAT 750                                  | САД                          | Џенерал атомикс               | војна                        | извиђач                      | 259                          | 40                           | 2.750                        | 700                          |                                              |
| I GNAT ER                                 | САД                          | Џенерал атомикс               | војна                        | извиђач                      | 220                          | 40                           | 2.750                        | 1.040                        | [ мртва веза ]                               |
| RQ-1 предатор                             | САД                          | Џенерал атомикс               | војна                        | извиђач                      | 220                          | 40                           | 3.700                        | 1.040                        |                                              |
| Предатор C                                | САД                          | Џенерал атомикс               | војна                        | борбена                      | 740                          | 20                           | ?                            | ?                            |                                              |
| Скај вориор                               | САД                          | Џенерал атомикс               | војна                        | вишенамен.                   | ?                            | ?                            | ?                            | ?                            |                                              |
| Даркстар                                  | САД                          | Локод-Мартин и Боинг          | војна                        | извиђач                      | 550                          | 12                           | ?                            | 3.900                        | Архивирано на веб-сајту (8. септембар 2020)  |
| Даркстар B                                | САД                          | Локод-Мартин и Боинг          | војна                        | ?                            | ?                            | ?                            | ?                            | ?                            |                                              |
| RQ-170 Сентинел                           | САД                          | Локод-Мартин                  | војна                        | ?                            | ?                            | ?                            | ?                            | ?                            |                                              |
| Велика аутономија, на великој висини лета |                              |                               |                              |                              |                              |                              |                              |                              |                                              |
| WZ-2000                                   | Кина                         | GUIZHOU вазд. инду.           | војна                        | вишенамен.                   | 800                          | ?                            | 2.400                        | 1.700                        |                                              |
| Либелул                                   | Француска                    | TECKNISOLAR SENI              | ?                            | ?                            | ?                            | ?                            | ?                            | ?                            | Архивирано на веб-сајту (24. септембар 2015) |
| Јурохоук                                  | Интернационална              | Еурохок ГМБХ                  | војна                        | извиђач                      | 570                          | 36                           | 3.000                        | 14.630                       |                                              |
| Блеклинкс                                 | Италија                      | Аленија аерон.                | војна                        | ?                            | ?                            | 36                           | ?                            | 3.500                        | Архивирано на веб-сајту (21. август 2015)    |
| Зонд-1                                    | Русија                       | Сухој                         | цивилна                      | комуникације                 | M = 0,5                      | 18                           | 12.000                       | 12.000                       |                                              |
| Зонд-2                                    | Русија                       | Сухој                         | цив.-војна                   | вишенамен.                   | M = 0,6                      | 24                           | 12.000                       | 12.000                       |                                              |
| Лали                                      | Сингапур                     | Сингапурска вазд. инду.       | војна                        | извиђач                      | ?                            | ?                            | ?                            | 5.000                        | Архивирано на веб-сајту (22. мај 2011)       |
| Смарт ај                                  | Уједињени Арапски Емирати    | ATS ADCOM група               | војна                        | извиђач                      | 220                          | ?                            | ?                            | 1.300                        |                                              |
| Зепхур                                    | Уједињено Краљевство         | QINETIQ                       | цив.-војна                   | надгледање                   | 22                           | 82                           | ?                            | 30                           |                                              |
| Алтаир                                    | САД                          | Џенерал атомикс               | цив.-војна                   | истраживачка                 | 400                          | 30                           | 9.580                        | 3.266                        | [ 85 ]                                       |
| Алтус                                     | САД                          | Џенерал атомикс               | цив.-војна                   | истраживачка                 | 120                          | 24+                          | 5.500                        | 970                          | [ 87 ]                                       |
| MQ-9 рипер                                | САД                          | Џенерал атомикс               | војна                        | вишенам.                     | 400                          | 32                           | 12.260                       | 4.530                        | [ 89 ]                                       |
| Маринер                                   | САД                          | Џенерал атомикс               | војна                        | мор. извиђ.                  | 440                          | 49                           | 15.180                       | 5.000                        | Архивирано на веб-сајту (7. децембар 2013)   |
| ХАЛЕ-D                                    | САД                          | Локид Мартин                  | војна                        | експерим.                    | 36                           | ?                            | ?                            | ?                            |                                              |
| P-175 поликат                             | САД                          | Локид Мартин                  | цив.-војна                   | извиђач                      | ?                            | 4                            | ?                            | 4.000                        | Архивирано на веб-сајту (11. август 2011)    |
| Глобал хоук блок30                        | САД                          | Нортроп Граман                | војна                        | извиђач                      | 800                          | 36                           | 25.000                       | ?                            |                                              |
| RQ-4A глобал хоук                         | САД                          | Нортроп Граман                | војна                        | извиђач                      | 630                          | 35                           | 22.230                       | 12.100                       | [ 95 ]                                       |
| RQ-4B глобал хоук                         | САД                          | Нортроп Граман                | војна                        | извиђач                      | 570                          | 36                           | 22.780                       | 14.630                       |                                              |
| RQ-4N                                     | САД                          | Нортроп Граман                | војна                        | мор. извиђач                 | ?                            | ?                            | ?                            | ?                            |                                              |
| Протеус                                   | САД                          | SCALED COMPOSITES             | ?                            | експерим.                    | 500                          | 14                           | ?                            | 5.670                        | [ 99 ]                                       |
| Глобал обсервер                           | САД                          | AEROVIRONMENT                 | цивилна-војна                | извиђач                      | ?                            | дуго                         | ?                            | 4.500                        |                                              |
| Глобал обсервер GO-1                      | САД                          | AEROVIRONMENT                 | цив.-војна                   | извиђач                      | ?                            | ?                            | ?                            | 1.800                        |                                              |
| Глобал обсервер GO-2                      | САД                          | AEROVIRONMENT                 | цив.-војна                   | извиђач                      | 200                          | 24                           | 780                          | 4.100                        |                                              |
| Одисеус                                   | САД                          | AURORA FLIHT SCIE.            | цив.-војна                   | извиђач                      | ?                            | 44.000                       | ?                            | 4.500                        |                                              |
| Орион хал                                 | САД                          | AURORA FLIHT SCIE.            | цив.-војна                   | извиђач                      | 450                          | 100                          | ?                            | 3.170                        | Архивирано на веб-сајту (7. мај 2012)        |
| Фантом ај                                 | САД                          | Боинг                         | цив.-војна                   | извиђач                      | ?                            | 96                           | ?                            | ?                            |                                              |
| Рапид ај                                  | САД                          | DARPA                         | војна                        | надзор                       | ?                            | ?                            | ?                            | ?                            |                                              |
| Велика аутономија, на малој висини лета   |                              |                               |                              |                              |                              |                              |                              |                              |                                              |
| MKIII и IV                                | Аустралија                   | AAI CORP.                     | цивилна                      | надзор                       | 150                          | 24+                          | 3.000+                       | 15                           |                                              |
| Дурими                                    | Јужна Кореја                 | институт                      | цив.-војна                   | извиђач                      | 130                          | 30                           | 3.300                        | 15                           |                                              |
| Аеросонда марк 4.4                        | САД                          | AAI CORP.                     | цив.-војна                   | извиђач                      | 120                          | 24                           | ?                            | 16,8                         | [ 109 ]                                      |
| Аеросонда марк 5                          | САД                          | AAI CORP.                     | војна                        | борбена                      | ?                            | 30                           | ?                            | ?                            | Архивирано на веб-сајту (30. август 2020)    |
| Сенд драгон                               | САД                          | Аером. инжењеринг             | војна                        | борбена                      | ?                            | ?                            | ?                            | ?                            |                                              |
| Инсајт                                    | САД                          | NSITU                         | војна                        | борбена                      | 135                          | 20                           | 100                          | 20                           |                                              |
| Интегратор                                | САД                          | NSITU                         | војна                        | борбена                      | 165                          | 24                           | 100                          | 60                           |                                              |
| Најт игл                                  | САД                          | NSITU                         | војна                        | борбена                      | 145                          | 18+                          | 100                          | 21                           |                                              |
| Скен игл                                  | САД                          | NSITU                         | војна                        | борбена                      | 145                          | 15                           | 100                          | 18                           |                                              |
| Лирс IV                                   | САД                          | ISL INC. Бош аеросп.          | војна                        | борбена                      | 200                          | 30                           | 150                          | 54,4                         |                                              |
| Борбене беспилотне летелице               |                              |                               |                              |                              |                              |                              |                              |                              |                                              |
| Баракуда БПЛ                              | Немачка                      | EADS Немачка                  | војна                        | борбена                      | 600                          | ?                            | ?                            | 3.250                        | q_80, w_636/193eb1yg1gu45jpg.jpg             |
| нЕУРОн                                    | Француска                    | Марсел Дасо                   | војна                        | борбена                      | 850                          | ?                            | ?                            | 6.500                        |                                              |
| Скај X                                    | Италија                      | Аленија аеронаут.             | војна                        | борбена                      | 645                          | 1                            | 185                          | 1.450                        |                                              |
| СКАТ                                      | Русија                       | Микојан                       | војна                        | борбена                      | 800                          | ?                            | ?                            | 10.000                       | Архивирано на веб-сајту (20. јун 2013)       |
| ПРОРИВ\| Русија                           | Јаковљев                     | војна                         | борбена                      | ?                            | ?                            | ?                            | 10.000                       |                              |                                              |
| ПРОРИВ Р                                  | Русија                       | Јаковљев                      | војна                        | извиђач                      | ?                            | 20                           | ?                            | 9.800                        |                                              |
| Шарк                                      | Шведска                      | SAAB                          | војна                        | борбена                      | М = 0,8                      | ?                            | ?                            | 60                           |                                              |
| Коракс UCAV                               | Уједињено Краљевство         | БАЕ систем                    | војна                        | борбена                      | ?                            | ?                            | ?                            | ?                            |                                              |
| Рејвен                                    | Уједињено Краљевство         | БАЕ систем                    | војна                        | борбена                      | ?                            | ?                            | ?                            | ?                            |                                              |
| Таранис                                   | Уједињено Краљевство         | БАЕ систем                    | војна                        | борбена                      | ?                            | ?                            | ?                            | 8.000                        |                                              |
| AD 150                                    | САД                          | Амерички дин. летни сист.     | војна                        | борбена                      | 555                          | ?                            | ?                            | 1.040                        |                                              |
| Бетлхог 100X                              | САД                          | Амерички дин. летни сист.     | војна                        | борбена                      | 500                          | 8                            | 270                          | 1.450                        | Архивирано на веб-сајту (12. јун 2012)       |
| Екскалибур                                | САД                          | Аурора летни сист.            | војна                        | борбена                      | 850                          | 3                            | ?                            | 1.180                        |                                              |
| X45A                                      | САД                          | Боинг компанија               | војна                        | борбена                      | М = 0,8                      | 2                            | 400                          | 5.520                        |                                              |
| X45B                                      | САД                          | Боинг компанија               | војна                        | борбена                      | 850                          | 2                            | ?                            | 8.610                        |                                              |
| X45C фантом реј                           | САД                          | Боинг компанија               | војна                        | борбена                      | М = 0,85                     | 2                            | 2.400                        | 16.550                       |                                              |
| X46                                       | САД                          | Боинг компанија               | војна                        | борбена                      | ?                            | ?                            | ?                            | ?                            |                                              |
| HTV-3                                     | САД                          | Локид-Мартин и ++             | војна                        | борбена                      | М = 8                        | ?                            | ?                            | ?                            |                                              |
| X47A                                      | САД                          | Нортроп-Граман                | војна                        | борбена                      | ?                            | ?                            | 2.800                        | 2.500                        |                                              |
| X47B                                      | САД                          | Нортроп-Граман                | војна                        | борбена                      | ?                            | 12                           | ?                            | 2.500                        |                                              |
| VTOL БПЛ                                  | САД                          | Виктори системи               | војна                        | борбена                      | ?                            | 6                            | ?                            | ?                            | Архивирано на веб-сајту (11. август 2014)    |